# Station Ruda Śląska Nowy Bytom
Station Ruda Śląska Nowy Bytom is een spoorwegstation in de Poolse plaats Ruda Śląska.